# Cryptocheiridium salomonense
Espèce
Cryptocheiridium salomonense est une espèce de pseudoscorpions de la famille des Cheiridiidae.

## Distribution
Cette espèce se rencontre aux Îles Salomon et en Papouasie-Nouvelle-Guinée.

## Étymologie
Son nom d'espèce, composé de salomon et du suffixe latin -ense, « qui vit dans, qui habite », lui a été donné en référence au lieu de sa découverte, les Îles Salomon.

## Publication originale
- Beier, 1970 : Die Pseudoscorpione der Royal Society Expedition 1965 zu den Salomon-Inseln. Journal of Natural History, vol. 4, p. 315-328.